# Ядигар-хан
Ядигар-хан (д/н—1714) — хівинський хан у 1704—1714 роках. Повне ім'я Саїд-Ядигар Мухаммад-хан.

## Життєпис
Походив з династії Арабшахів, гілки Шибанідів. За різними відомостями онук Хаджи Мухаммад-хана чи син Ануша-хана. Про дату народження й молоді роки обмальв ідомостей. 1704 року повалив Муса-хана, захопивши трон.
Поновив активну зовнішню політику. У 1704, 1707, 1709—1710 роках вдирався до перських провінцій Хорасан і Астрабад, які нещадно грабував, захоплюючи крам, рабів та коштовності. Водночас вів війну проти каракалпаків, туркменів Мангишлаку, аральцыв.
1713 року відправив посольство на чолі з Анурбеком до російського імператора Петра I, який підтвердив угоду 1700 року. 1714 року Ядигар-хан був повалений Еренк-ханом II.